# Vali

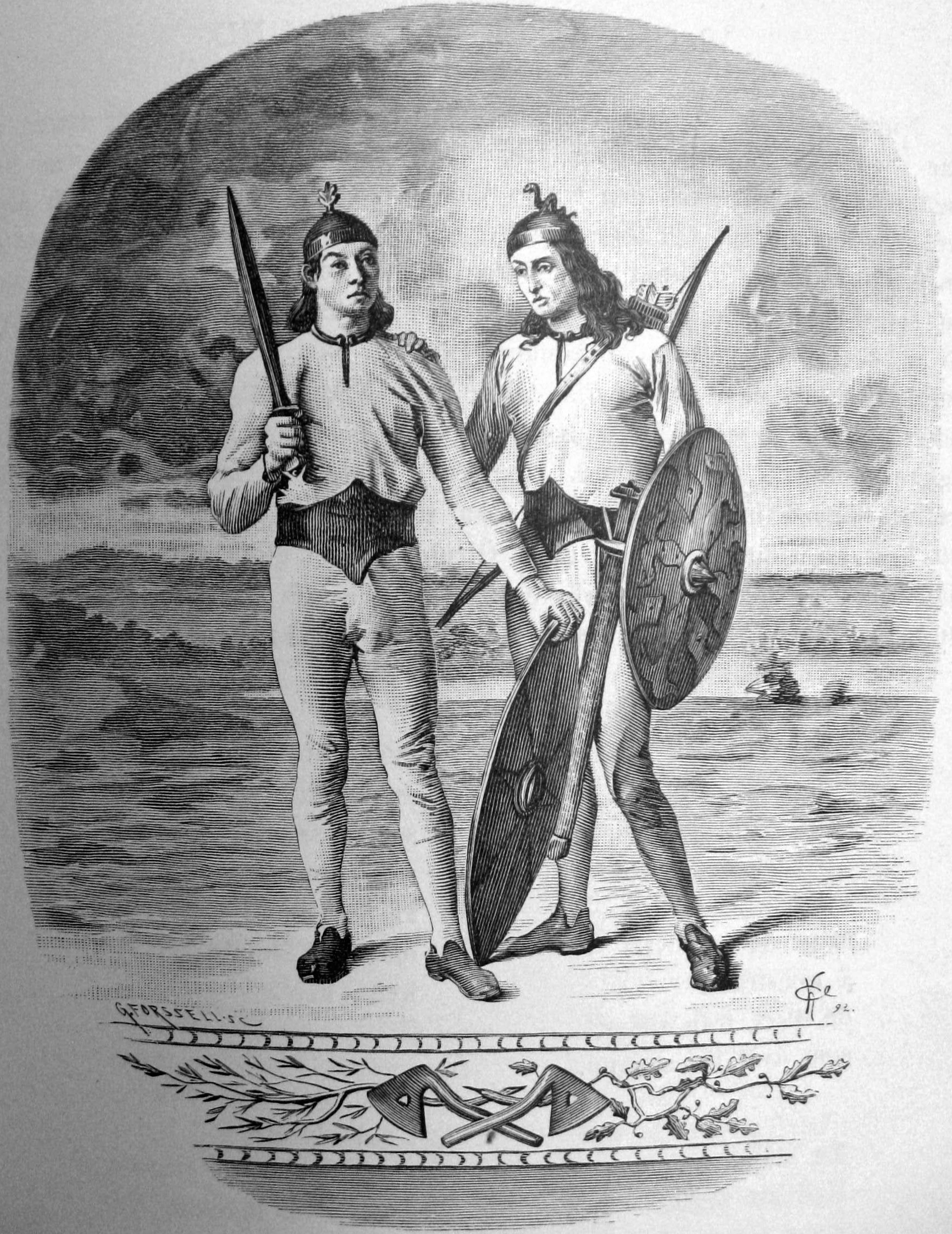
Vidar en Vali

Vali was een zoon van Odin en voorbestemd de dood van Balder te wreken door Hodr te doden.
Hij werd in een dag tijd van zuigeling tot volwassene en doodde Hodr meteen. Met zijn halfbroer Vidar zou hij de Ragnarok overleven.
Deze Vali wordt vaak verward met een andere Vali, die de zoon was van Loki en Sigyn en de broer was van Narfi. Deze Vali werd veranderd in een kwijlende wolf die Narfi de keel doorbeet.